# Il potere delle abitudini
Il potere delle abitudini (The Power of Habit) è un libro di Charles Duhigg, giornalista del The New York Times, pubblicato nel 2012 in lingua inglese e tradotto per la prima volta in italiano nello stesso anno col titolo La dittatura delle abitudini; nella seconda edizione italiana il libro è stato invece intitolato Il potere delle abitudini. Il libro esamina il funzionamento delle abitudini e il modo in cui è possibile modificarle. 
Per il collegamento tra i temi trattati e le attività economiche, nel 2012 il libro è stato incluso dal Financial Times e dal The Wall Street Journal nelle classifiche delle migliori pubblicazioni dedicate al mondo degli affari; è rimasto nella classifica dei bestseller del The New York Times per oltre 60 settimane.

## Sinossi

### Abitudine
Il tema centrale del libro sono le abitudini, intese come quei comportamenti che una persona inizialmente sceglie consapevolmente ma a cui poi smette di pensare e che diventano automatici. Secondo le informazioni discusse nel testo, da una ricerca condotta presso la Duke University risulta che oltre il 40% delle azioni quotidiane delle persone non si basa su decisioni consapevoli, ma su abitudini.
Secondo gli studi psicologici, le abitudini si formano perché il cervello cerca costantemente di minimizzare gli sforzi per risparmiare energia. Infatti, se non fosse possibile ricorrere alle abitudini per l'esecuzione di determinati compiti, il cervello collasserebbe a causa della moltitudine di decisioni da prendere per ogni attività quotidiana.
Tuttavia, può essere pericoloso cercare di risparmiare energie mentali, in quanto se il cervello non fosse attento al momento opportuno potrebbe non rilevare informazioni importanti in situazioni critiche. 
Per evitare questo rischio, il cervello ha elaborato un modo per stabilire i momenti in cui affidarsi completamente a un'abitudine e la scelta su quale abitudine usare. Il cervello realizza un grosso sforzo all'inizio di un'abitudine, in cerca di un indizio per capire quale modello seguire, e alla fine dell'attività svolta controlla che tutto sia andato secondo le aspettative. 
Questo sistema è noto come il "circolo dell'abitudine".

### Circolo dell'abitudine
Il circolo dell'abitudine è un modello neurologico che consiste di tre parti: segnale, routine, gratificazione. Il circolo viene avviato da un segnale che permette al cervello di adottare una specifica abitudine e operare in modalità automatica. La fase centrale è una routine, che può essere fisica, emotiva o mentale. Infine c'è la gratificazione, che aiuta il cervello a determinare se vale la pena memorizzare una certa routine per un uso futuro.
I segnali possono essere di qualsiasi tipo: per esempio un'immagine, un determinato luogo, uno specifico orario, uno stato emotivo, una sequenza di pensieri, o la presenza di certe persone. Le routine possono essere particolarmente articolate o molto semplici. Le gratificazioni possono essere di vario tipo: per esempio, sensazioni fisiche o appagamento emotivo.
Col passare del tempo questo circolo diventa sempre più automatico, finché segnale e gratificazione si intrecciano fra loro. Quando il cervello associa uno specifico segnale a una determinata gratificazione, fa emergere un bisogno neurologico basato sull'anticipazione della ricompensa, che alimenta e consolida l'abitudine.
Il circolo dell'abitudine rende evidente che quando un'abitudine si è radicata, il cervello smette di partecipare al processo decisionale, non lavorando o rivolgendosi ad altri compiti.

### Cambiamento di abitudini
Una volta creata, un'abitudine non può essere eliminata, ma resta codificata nella struttura del cervello. Questo è vantaggioso, in quanto il cervello evita lo sforzo di memorizzare nuovamente attività apprese in precedenza. Un'abitudine non può essere sradicata, ma può essere sostituita.
Per cambiare un'abitudine è necessario scomporla nelle sue tre parti costituenti – segnale, routine, gratificazione – e applicare la "regola aurea". La regola suggerisce di mantenere invariato il segnale e di concedere la stessa gratificazione per sostituire la routine e apportare il cambiamento desiderato. Tuttavia, in alcune situazioni la regola aurea potrebbe non essere sufficiente per modificare un'abitudine.
Affinché il circolo dell'abitudine rielaborato diventi un comportamento permanente, è fondamentale che le persone credano nella possibilità del cambiamento. Questa fiducia spesso deriva dall'esperienza di condivisione. Unirsi a gruppi dove il cambiamento sembra possibile aumenta le probabilità che tale cambiamento si verifichi.

### Abitudini chiave
Le abitudini chiave sono i comportamenti che hanno un impatto significativo su altri aspetti della vita di un individuo. Coltivare o modificare abitudini chiave provoca un cambiamento pervasivo.
Questa profonda influenza sembra essere legata al fatto che le abitudini chiave contribuiscono a creare una cultura. Imparare a gestire i propri impulsi ed evitare di cedere alle tentazioni, concentrandosi sul proprio scopo in uno specifico ambito, ha effetti di più ampia portata: modifica il modo di pensare dei soggetti.

## Critiche
Il libro esplora le diverse abitudini individuali e sociali attraverso il circolo dell'abitudine. Ma, secondo alcuni critici, con questo schema unificante si rischia di non tenere conto delle distinzioni cruciali che determinano il motivo per cui il comportamento non è sotto la consapevolezza dell'individuo. 
La ripetizione evidenziata da Duhigg è solo uno dei modi in cui un comportamento può diventare un'abitudine. Ma poi ci sono compulsioni e dipendenze, comportamenti legati alla dipendenza da una sostanza chimica. Altri comportamenti sono abituali perché obbediscono alle norme sociali. 
Queste distinzioni sono fondamentali perché si collegano a diversi modi per cambiare efficacemente le abitudini.

## Edizioni
- (EN) Charles Duhigg, The Power of Habit: Why We Do What We Do in Life and Business, Random House, 2012.
- Charles Duhigg, La dittatura delle abitudini: come si formano, quanto ci condizionano, come cambiarle, traduzione di Marco Sartori, Corbaccio, 2012.
- Charles Duhigg, Il potere delle abitudini: come si formano. Quanto ci condizionano. Come cambiarle, traduzione di Marco Sartori, collana TEA Pratica - 415, TEA, 2014.